# Gare de Fujiidera
La gare de Fujiidera (藤井寺駅, Fujiidera-eki) est une gare ferroviaire située à Fujiidera, dans la préfecture d'Osaka au Japon. Elle est exploitée par la compagnie Kintetsu.

## Situation ferroviaire
La gare est située au point kilométrique (PK) 13,7 de la ligne Minami Osaka.

## Histoire
La gare a été inaugurée le 18 avril 1922.

## Service des voyageurs

### Accueil
La gare dispose d'un bâtiment voyageurs ouvert tous les jours, avec des guichets et des automates pour l'achat de titres de transport.

### Dispositions des quais
- Ligne Minami Osaka :
  - voies 1 et 2 : direction Furuichi, Kashiharajingu-mae et Yoshino
  - voies 3 et 4 : direction Osaka-Abenobashi

## Dans les environs
- Fujii-dera
- Kofun Okamisanzai (岡ミサンザイ古墳, おかみさんざいこふん?), tombe présumée de l'empereur Chūai